# Messor orientalis
Messor orientalis es una especie de hormiga del género Messor, subfamilia Myrmicinae. 

## Distribución
Esta especie se encuentra en Siria, Turquía y Grecia.